# هفته مه
هفته مه یا می‌وخه نام یک جشنواره سالانه است که هم در اسنابروک و هردکه برگزار می‌شود.

## هفته مه اسنابروک

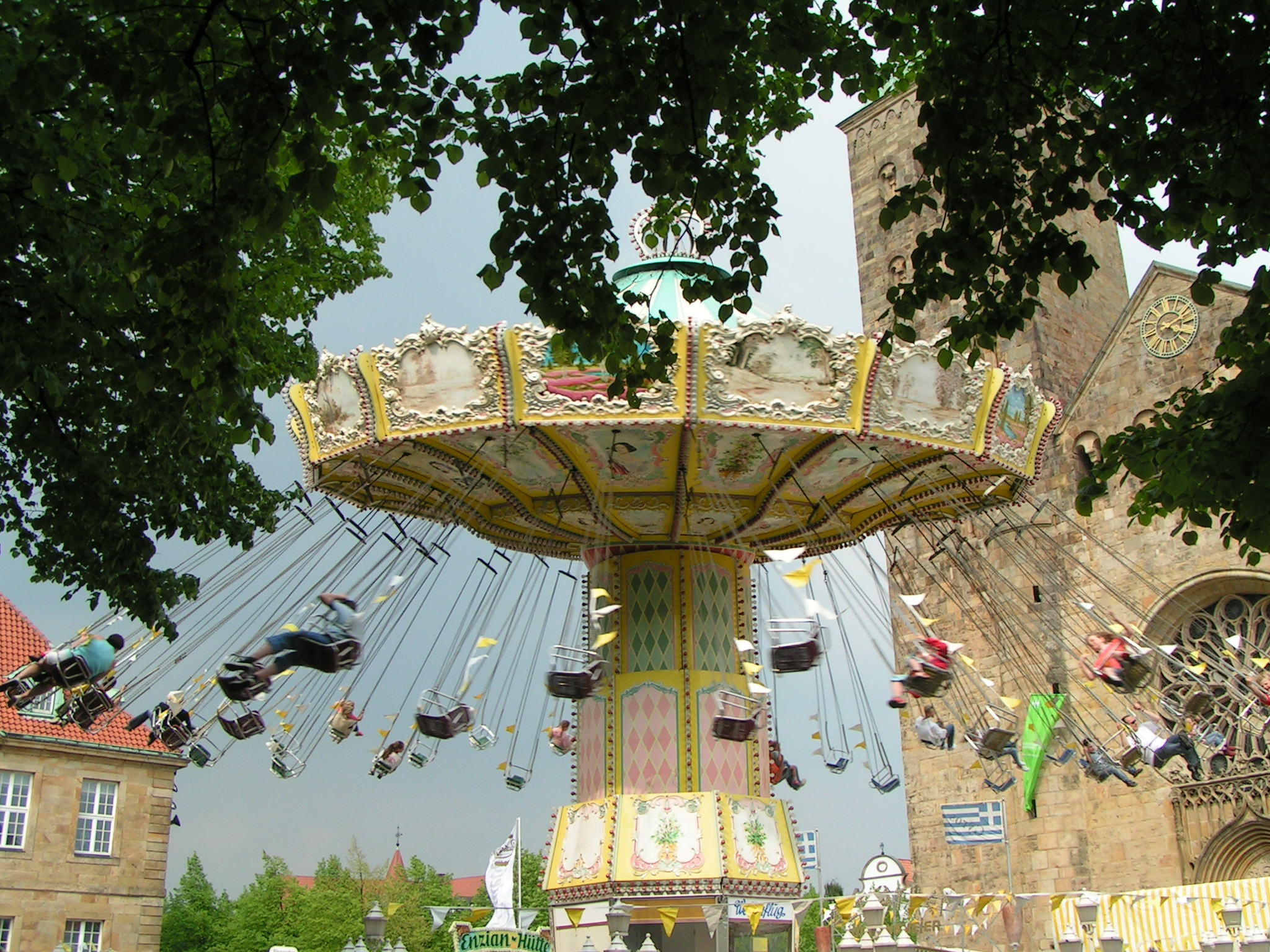
هفته مه ۲۰۰۶: چرخ و فلک زنجیره ای در مقابل کلیسای جامع اسنابروک

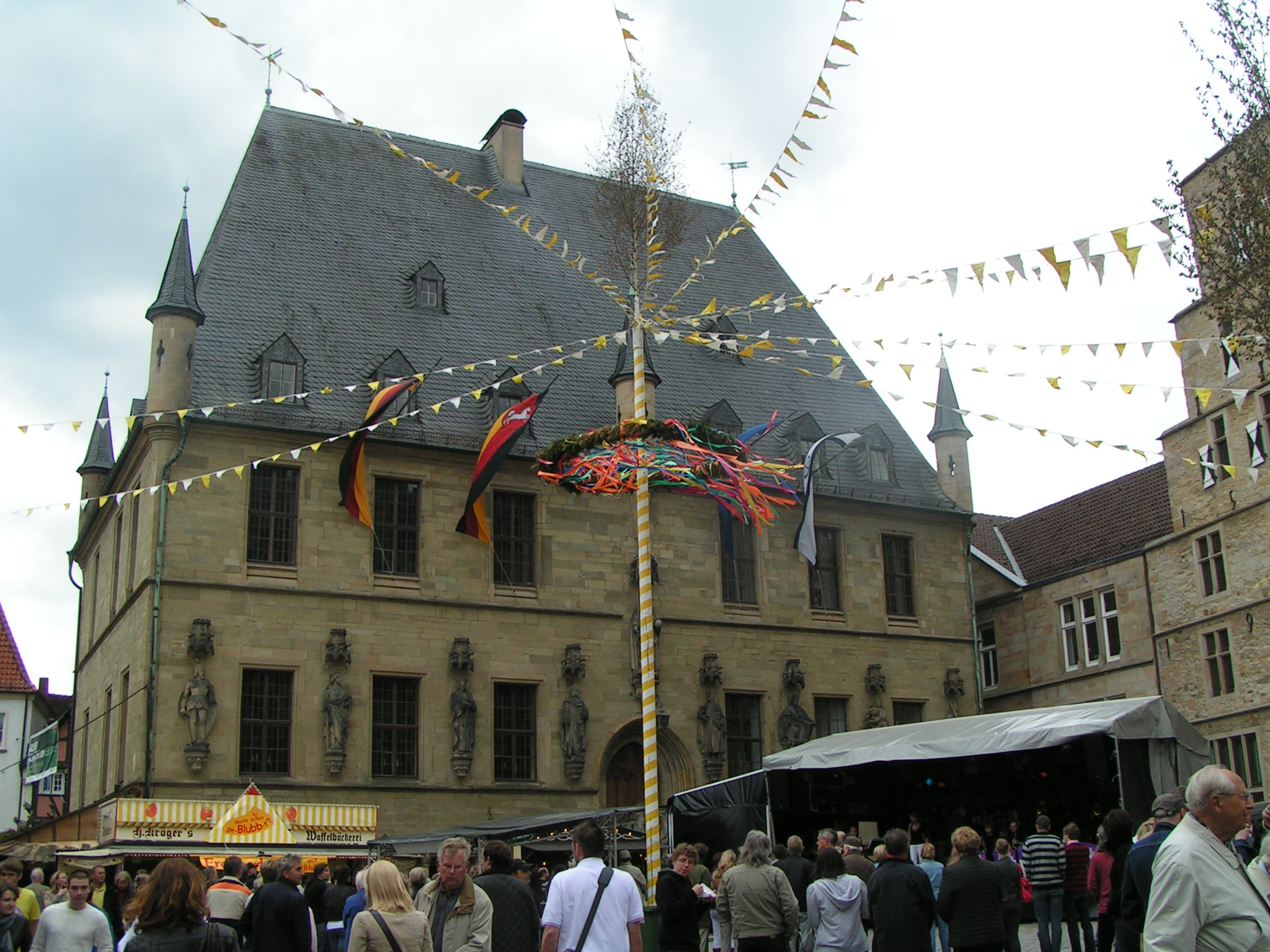
هفته مه ۲۰۰۹: غرفه‌ها و صحنه کنسرت در میدان بازار روبروی تالار شهر اوسنابروک

هفته مه اسنابروک ترکیبی از جشنواره موسیقی رایگان و جشنواره محلی است. این یکی از محبوب‌ترین جشنواره‌های محلی در شمال آلمان است. جشن هفته اول ماه می، اولین بار در سال ۱۹۷۲ برگزار شد.
این جشنواره به‌طور کامل در ماه می برگزار می‌شود. مدت زمان هفته مه حداقل ۱۰ روز است، اما می‌توان آن را در مکان‌های مساعد تعطیلات عمومی تمدید کرد (به عنوان مثال. ب. روز معراج و پنطیکاست) می‌تواند تا ۱۲ روز باشد. در طول این رویداد، گروه‌های موسیقی و هنرمندان ژانرهای مختلف موسیقی در استیج‌های مختلف که در سراسر مرکز شهر اسنابروک هستند، اجرا خواهند کرد. یک بازار (چه)، نیز در حاشیه این جشنواره، برپا می‌شود. همچنین هر ساله یک چرخ و فلک زنجیره ای بزرگ در مقابل کلیسای جامع اسنابروک وجود دارد. جشنواره Hasestrase نیز به موازات آخر هفته دوم هفته مه برگزار می‌شود که هفته مه را با تفریح‌های بیشتر تکمیل می‌کند. کنسرت پایانی هفته مه به‌طور سنتی توسط شرکت بلوز اسنابروک در صحنه میدان بازار مقابل تالار شهر برگزار می‌شود.

### تاریخچه
یکی از آغازگرهای هفته مه اسنابروک، آبجوسازی اسنابروک Aktien بود. در ماه می ۱۹۷۲، اولین هفته ماه می با ضربه زدن به بشکه در حضور شهردار ارنست وبر افتتاح شد.
شعار هفته مه ۱۹۸۰ این بود: «اوزنابروک - ۱۲۰۰ سال پیشرفت و حفظ» (۱۲۰۰ سالگرد شهر در آن سال جشن گرفته شد). در میان چیزهای دیگر، یک بازار قرون وسطایی و یک رگاتا مدل در Attersee وجود داشت. به‌طور سنتی، دختران گل از شهر دوقلوی هارلم، نرگس‌ها را بین بازدیدکنندگان هفته می توزیع می‌کردند. یک سال بعد شعار هفته می ۱۹۸۱ این بود: «همسایگان در اروپا». در آغاز هفته مه کنسرتی در کلیسای دومینیکن برگزار شد که در آن نوازندگانی از شهرهای خواهرخوانده حضور داشتند. پرچم‌های فرانسه، انگلیس، اسپانیا، پرتغال، هلند، ترکیه، یوگسلاوی، ایتالیا و لهستان در پوستر هفته مه نشان داده شده‌است. در سال ۱۹۸۲، هفته مه با شعار «مکانی در آفتاب - به ساکنان اوسنابروک کمک کنید» برگزار شد. درآمد حاصل از کمپین‌ها و فروش تا حدی به امور خیریه اهدا شد.
از دهه ۲۰۱۰، روندهایی مانند غذاهای خیابانی با کیفیت بالا و انتخاب بیشتر آبجو به‌طور فزاینده ای مورد استفاده قرار گرفته‌است. در سال ۲۰۱۶، دو مرحله جدید در Neumarkt و Ledenhof به نمایش درآمد. در سال ۲۰۱۸، هفته مه، مجبور شد برای اولین بار در ۱۴ سال بدون به اصطلاح Maidorf کار کند. در ساخت خیمه شب بازی چند طبقه در میدان صلح وستفالیا پشت کتابخانه شهر آ. پخش موسیقی زنده با این حال، به دلایل ایمنی، شهر مجوز ساخت و ساز موقت را رد کرده بود.
در آخرین روز از هفته مه در ۱۹ می. می ۲۰۱۹ جشن صعود VfL Osnabrück در بازار روبروی تالار شهر برگزار شد. این تیم در ۲۰۱۸/۱۹ به رتبه ۲ بوندسلیگا صعود کرد.
با توجه به همه‌گیری COVID-19 در آلمان، چهل و هشتمین هفته مه که از ۸ تا ۱۷ ادامه دارد باید در ماه مه برگزار شود، لغو شد.

### گامبرینوس
هفته مه اسنابروک به‌طور سنتی با ضربه زدن به بشکه باز می‌شود. علاوه بر شهردار اسنابروک که روی بشکه ضربه می‌زند، Osnabrück Gambrinus که حق اولین جرعه آبجوی جشنواره را دارد نیز حضور دارد. شکل Osnabrücker Gambrinus قدیمی‌تر از هفته مه است و به تاریخ Osnabrücker Aktien-Bierbrauerei برمی‌گردد، که برای صدمین سالگرد آن ایجاد شد.

## لینک‌های وب
- وب سایت رسمی شهر Osnabrück برای هفته مه